# Zbigniew Ludwiniak
Zbigniew Ludwiniak (nascido em 4 de março de 1963) é um ex-ciclista profissional polonês. Terminou em segundo lugar na competição Volta à Polónia de 1986.